# Miriama Smith
Miriama Te Rangimarie Smith (* 3. Juni 1976 in Rotorua) ist eine neuseeländische Schauspielerin. Miriama Smith war in der Serie The Tribe – Eine Welt ohne Erwachsene zu sehen und spielte auch in vielen anderen Produktionen mit.

## Filme (Auswahl)
- 1991: Shark in the Park (Fernsehserie, Folge 3x10)
- 1995: Mirror, Mirror (Fernsehserie, 18 Folgen)
- 1998: Die Robinsons – Aufbruch ins Ungewisse (The Adventures of Swiss Family Robinson, Fernsehserie, 3 Folgen)
- 1998: Der junge Hercules (Young Hercules, Fernsehserie, Folge 1x26)
- 2000: Gefährliche Enthüllung
- 2001: The Tribe – Eine Welt ohne Erwachsene (The Tribe, Fernsehserie, 16 Folgen)
- 2001–2004: Mercy Peak (Fernsehserie, 49 Folgen)
- 2001: The Other Side of Heaven
- 2001: Xena – Die Kriegerprinzessin (Xena: Warrior Princess, Fernsehserie, Folge 5x18)
- 2002: Morgen ist ein anderer Tag
- 2002: Toy Love
- 2004: Spooked
- 2004: Power Rangers Dino Thunder (Fernsehserie, 38 Folgen)
- 2004: Serial Killers (Fernsehserie, 5 Folgen)
- 2005: Last Man Standing (Fernsehserie, 22 Folgen)
- 2007: We're Here to Help
- 2010: Stolen (Fernsehfilm)
- 2010: Kaitangata Twitch (Fernsehserie, 13 Folgen)
- 2011: Netherwood
- 2012: Siege (Fernsehfilm)
- 2013: Mt. Zion
- 2016–2017: Filthy Rich (Fernsehserie, 33 Folgen)
- 2017–2018: 800 Words (Fernsehserie, 13 Folgen)
- 2020: Love and Monsters
- 2020: The Dead Lands (Fernsehserie, 5 Folgen)
- 2021: Cousins
- 2021: Vegas (Fernsehserie, 6 Folgen)
- 2021: Harrow (Fernsehserie, 10 Folgen)
- 2022: Good Grief (Fernsehserie, 6 Folgen)
- 2022: Latecomers (Fernsehserie, 6 Folgen)
- 2023: The Gone (Fernsehserie, 3 Folgen)
- 2024: My Life Is Murder (Fernsehserie, 2 Folgen)
- 2024: Ka Whawhai Tonu